# Zelotes lutorius
Zelotes lutorius este o specie de păianjeni din genul Zelotes, familia Gnaphosidae. A fost descrisă pentru prima dată de Tullgren, 1910.
Este endemică în Tanzania. Conform Catalogue of Life specia Zelotes lutorius nu are subspecii cunoscute.